# Glaskas
Glaskas es una banda de Pop y Rock sudafricana que canta principalmente en Afrikáans. La banda fue fundada el 2004 después del Jip Rockspaaider-kompetisieen en Humansdorp, Oos-Kaap por Deon Meiring, Francois Kleynhans y Lolke-Louis Claassen.
Deon Meiring es el guitarrista y cantante principal de la banda, además de ser el compositor de la mayoría de las canciones.

## Discografía
- Revolusie, Romantiek, Ruk en Rol (2006)
- Engele wat skree (2009)
- Aan die ontmaskerde heldin (2010)